# ПП-91
ПП-91 или «Кедр» (Конструкция Евгения Драгунова) — пистолет-пулемёт, разработанный в начале 1990-х годов по заказу МВД СССР на базе более раннего ПП-71 конструкции Е. Ф. Драгунова.
Первые 40 предсерийных образцов были изготовлены в 1992 году на Ижевском механическом заводе, с 1993 года началось серийное производство на Златоустовском машиностроительном заводе.

## Конструкция
ПП-91 отличается предельно простой и технологичной конструкцией.
Модернизированный ПП-91 отличается в основном наличием современных материалов, также увеличена надежность и живучесть оружия.
Автоматика пистолета-пулемёта основана на использовании энергии отдачи свободного затвора. Ударно-спусковой механизм куркового типа, позволяющий вести стрельбу в одиночном и автоматическом режиме. Подача патронов осуществляется из двухрядного коробчатого магазина. Для повышения устойчивости при стрельбе пистолет-пулемёт снабжён плечевым упором, складывающимся поверх ствольной коробки.
Ствольная коробка прямоугольной формы, штампованная из стального листа, имеет съёмную крышку. Ствол длиной 120 мм жёстко крепится в ствольной коробке, к которой присоединены пистолетная рукоятка, приёмник магазина и откидной приклад. Прицельные приспособления открытого типа. Мушка крепится на стволе у передней стенки ствольной коробки, целик смонтирован сверху узла крепления откидного приклада. При откинутом прикладе в рабочее положение повёрнут диоптрический целик, при складывании приклада в походное положение поворачивается открытый целик.
На оружие могут монтироваться глушитель БК-09 и лазерный целеуказатель «Пион-М».
Перед выстрелом затвор пистолета-пулемёта под действием возвратной пружины занимает крайнее переднее положение. При выстреле пороховые газы, действующие на дно гильзы, перемещают массивный затвор в крайнее заднее положение. При этом затвор извлекает стрелянную гильзу из патронника и выбрасывает её из ствольной коробки, взводит курок и сжимает возвратную пружину. В переднее положение затвор накатывается под действием возвратного механизма. При этом он досылает в патронник очередной патрон и запирает канал ствола. Запирание осуществляется за счёт инерции затвора и усилий возвратной пружины. При установке предохранителя-переводчика на автоматическую стрельбу она будет продолжаться до тех пор, пока нажат спусковой крючок и в магазине есть патроны. При установке предохранителя-переводчика на одиночную стрельбу, после каждого выстрела необходимо отпустить спусковой крючок и для производства выстрела снова нажать на него.

## Варианты и модификации
- пистолет-пулемёт ПП-71 — опытный образец с магазином в пистолетной рукоятке (по типу «Узи»), разработанный по заказу Министерства обороны СССР в рамках программы ОКР «Букет» и проходивший испытания в 1969—1972 гг. Серийно не производился.
- пистолет-пулемёт ПП-91-01 «Кедр-Б» под патрон 9×18 мм ПМ (с интегрированным глушителем)[1].
- штурмовой пистолет ПП-91-02 «Кедр» — самозарядный вариант ПП-91 под патрон 9×18 мм ПМ, без приклада. На вооружение не поступил, серийно не производился[1].
- пистолет-пулемёт ПП-9 «Клин» под патрон 9×18 мм ПММ, предсерийный образец был представлен 25 апреля 1994 года на оружейной выставке в Москве[3], выпускался в 1996—2002 гг. для МВД РФ. Отличается улучшенной баллистикой (вследствие более мощного патрона), увеличенной массой затвора и наличием винтовых канавок в патроннике.
- пистолет-пулемёт ПП-919 «КЕДР-2» — разработан в 1994—1996 гг. под патрон 9×19 мм Парабеллум для Федеральной службы налоговой полиции (изготовлено 3 шт.).

- в 2009 г. был также представлен опытный образец ПП-2011 «КЕДР-PARA» / ПП-22 под патрон 9×19 мм 7Н21.

- пистолет-пулемёт ПП-27 «Клин-2» — опытный вариант, разработанный А. Е. Драгуновым и В. М. Калашниковым, в котором горловина магазина была перемещена в пистолетную рукоять управления огнём (компоновка по схеме UZI)[1]. Всего было изготовлено два опытных экземпляра (один под патрон 9×18 мм ПММ и второй — под патрон 7,62×25 мм ТТ)[5].
- «пистолет-карабин» ПКСК-10 — самозарядная версия под патрон 9×17 мм Kurz, разработанная для частных охранных структур, с 10-зарядным магазином[6]. Первый демонстрационный образец был представлен на оружейной выставке в феврале 1998 года, 18 февраля 1998 года ПКСК был сертифицирован в качестве служебного оружия[7]. Выпускается небольшими партиями с апреля 1998 года[8].

Служебный пистолет ПКСК отличается от пистолета-пулемёта КЕДР в первую очередь калибром 9×17 мм Kurz. Визуально он отличается светлой (белого цвета) крышкой ствольной коробки, чтобы можно было сотрудникам правоохранительных органов визуально отличить служебное оружие от боевого. Также на стволе установлен штифт для препятствования установки на ствол приборов бесшумной и беспламенной стрельбы. Кроме того ПКСК не имеет режима автоматического огня, а магазин укорочен до 10 патронов.
- карабин КМО-9 «Корсак» — опытный образец, самозарядная версия с удлинённым стволом под патрон 9×21 мм, разработан в качестве гражданского спортивно-тренировочного и охотничьего оружия[9].
- карабин КСО-9 «Кречет» — самозарядная версия под патрон 9×19 мм с удлинённым стволом и 10-зарядным магазином, разработан в качестве гражданского спортивно-тренировочного и охотничьего оружия. Демонстрационный образец был впервые представлен публике на выставке «Оружие и Охота» (Москва, 10-13 октября 2013), серийное производство запланировано на 2014 год[10].
- травматический пистолет ПДТ-9Т «Есаул» — самозарядная версия под патрон 9 мм Р. А., с 10-зарядным магазином (выпускается с 2005 г.)[11].
- травматический пистолет ПСТ «Капрал» — самозарядная версия для частных охранных структур под патрон 10×23 мм Т, с 10-зарядным магазином[12].
- «Кедр-МД» — пистолет-пулемёт для стрельбы только холостыми патронами, разработанный по заказу киноконцерна «Мосфильм» в 2006 г.; всего изготовлено 5 шт.
- ПП-9 «Клин» — версия под патрон 9×19 мм Парабеллум[13].

Кроме того, в середине 2006 года был представлен публике и с 2007 года серийно выпускается 4,5-мм пневматический пистолет ППА-К «Тирэкс», имеющий внешнее сходство с ПП-91.

## Страны-эксплуатанты
- Россия

- пистолеты-пулемёты «Кедр» находятся на вооружении практически всех силовых структур России, в том числе ФСВНГ и спецподразделений МВД РФ, ФСНП, ФСКН, ФСИН. Также используется вневедомственной охраной МВД РФ, ФССП, ведомственной охраной, фельдъегерской службой и инкассаторами. Также «Кедр» (и его модификации) предлагаются на экспорт через «Рособоронэкспорт».
- пистолет-карабин ПКСК-10 в июле 2014 принят на вооружение ведомственной охраны

- Канада - некоторое количество самозарядных ПКСК было ввезено в страну и предложено на продажу в качестве гражданского оружия. Однако 5 декабря 2024 года правительство Канады законодательно запретило владение ПКСК[27]. Это оружие предлагается изъять у владельцев и отправить на Украину[28][29].